# Karl Gebhart
Pour les articles homonymes, voir Gebhart.
Karl Gebhart (né le 6 janvier 1859 à Lauterecken et mort le 28 avril 1921 dans la même ville) est un homme politique allemand (indépendant; DVP).

## Biographie
Gebhart est le fils d'un propriétaire de domaine et de distillerie. Après avoir étudié à l'école primaire de Lauterecken en 1865 et 1872, Gebhart reçoit des cours privés jusqu'en 1876. De plus, il étudie à l'école des métiers du district de Kaiserslautern de 1872 à 1873. De 1879 à 1881, Gebhart appartient au 2e bataillon des chasseurs bavarois. Puis il travaille à nouveau dans l'agriculture. Il se marie en 1883. En 1884 ou 1886, il reprend le domaine de ses parents, qui comprend également une distillerie.
De 1893 à 1920, Gebhart est conseiller municipal de Lauterecken et membre du comité du district agricole de Kusel. En 1895, Gebhart fonde une association de fonds de prestations de décès, qui compte finalement 1 100 membres, et prend la direction de l'association en 1900. Également à partir de 1900, Gebhart est vice-président du Vorschutzverein de Lauterecken et des environs. En 1911, il est nommé au Conseil économique bavarois. Gebhart est également le deuxième président de l'association du district agricole de Kusel et de la section palatine de Fédération des agriculteurs. En outre, il est à la tête de la revue spécialisée Der Pfälzer Bauer, qui atteint un tirage de 22 000 exemplaires.
En 1903, Gebhart, en tant que candidat libre, devient pour la première fois membre de la chambre des députés bavaroise, à laquelle il va appartenir jusqu'à l'effondrement de la monarchie en Allemagne en novembre 1918. De 1912 à 1918, il est également membre du Reichstag à Berlin, dans lequel il représente la 5e circonscription du Palatinat (Hombourg-Kusel). En 1919/1920 il est également maire de Lauterecken.
En janvier 1919, Gebhart est élu membre de l'Assemblée nationale de Weimar, dans laquelle il représente la 27e circonscription (Palatinat). Il est ensuite passé au groupe parlementaire DVP au sein de l'Assemblée nationale. Après avoir finalement rejoint le DVP, Gebhart est élu au premier Reichstag de la République de Weimar en juin 1920, où il représente la 30e circonscription (Palatinat) jusqu'à sa mort en avril 1921.